# Самозародження
Самозародження життя — в загальному випадку, мимовільне виникнення  живої речовини з неживої. В даний час загальновизнано, що в сучасних природних умовах самозародження практично неможливе, проте в науці активно обговорюються його можливі сценарії для ранніх етапів існування Землі.

## Розвиток теорії самозародження

### Стародавній світ
З давніх часів людство вирішувало питання походження життя досить однозначно. У тому, що живе або, принаймні, нижчі його представники, здатні зароджуватися самі по собі буквально з нічого, не було ніяких сумнівів. Відомості про те, як різні живі істоти з'являються з води, бруду і гниючих залишків, можна знайти в древніх китайських та індійських рукописах, про це також розповідають єгипетські ієрогліфи й клинописи Стародавнього Вавилону. До прикладу, народ Стародавнього Єгипту свято вірив і існувало тоді переконання про те, що жаби, миші, змії і навіть більш великі тварини, такі як, наприклад, крокодили, народжуються не інакше як із шару мулу, що залишається на берегах Нілу після його сезонних розливів . А в Стародавньому Китаї люди вважали, що попелиця виникає сама по собі на молодих пагонах бамбука. Причому важливе значення в цьому процесі надавалося теплу, вологі і сонячному світлу. У Вавилоні ж люди вірили, що черв'яки з'являються самі по собі в каналах.

### Античність
Переконання в спонтанному зародженні живих істот з неживих матеріалів було сприйнято філософами Давньої Греції та Риму, як щось само собою зрозуміле. Очевидно, що на відміну від східних цивілізацій, для яких характерним було теологічне тлумачення походження життя, у Стародавній Греції спостерігається емпіризм доеволюціонних наукових теорій і практично повна відсутність релігійного підтексту. У якийсь момент під ідею про самозародження стали підводити певну теоретичну основу, тлумачачи її з матеріалістичних або ідеалістичних позицій.
Наприклад, давньогрецький філософ — Фалес (кінець VII — початок VI ст. до н. е.), дотримувався стихійно-матеріалістичних позицій, вважав, що життя є властивість, притаманна матерії. Подібною матеріальною першоосновою, з якої природним чином виник світ, на думку Фалеса Мілетського, була вода. Також дотримувався матеріалістичних принципів тлумачення самозародження життя інший давньогрецький філософ Демокріт (460–370 рр. до н. е.), Засновник атомістичної теорії. Він вважав, що все на світі складається з безлічі найдрібніших неподільних частинок — атомів, а життя зароджується за рахунок взаємодії між собою сил природи — наприклад, за рахунок взаємодії атомів вогню та вологої землі.
А давньогрецький філософ-матеріаліст Емпедокл (485 до н. е. — 425 до н. е.) вважав, що перші в світі живі організми (а це, як він вважав, були рослини), зародилися в річковому мулі під впливом внутрішнього тепла Землі. Слідом за рослинами з'являються частини тварин: «„голови виходили без ший, рухалися руки без ніг, очі блукали без лобів“, із з'єднання яких згодом з'явилися перші тваринні організми». Саме ж з'єднання відбувалося так: «Приваблені силою Любові ці частини шукали одна одну і складалися в цілі живі істоти, причому з'єднання частин відбувалися випадково, так що утворилися чудовиська у вигляді тварин з людськими головами, багатоголові створіння і т. д. Але ці потворні тварюки, за вченням Емпедокла, були нездатні до тривалого існування і волею Ворожнечі повинні були загинути, поступившись місцем більш гармонійно влаштованим організмам. З плином часу за законами Любові і Ворожнечі вийшли форми, пристосовані до середовища і здатні до розмноження». Приблизно про це ж (тільки у формі художнього твору) писав давньоримський поет Лукрецій Кар (бл. 98-55 рр. до н. е.) В поемі «Про природу речей».
Протилежного, ідеалістичного підходу до теорії самозародження життя дотримувався Платон (428–347 рр. до н. е.). Він вважав, що сама по собі тваринна й рослинна матерія в жодному разі не є живою. Живою ж вона стає лише після того як до неї сходить безсмертна душа, «Психея». Ця ідея Платона виявилася більш ніж життєздатною, і після нього виявилася сприйнята його учнем Аристотелем, вчення якого лягло в основу всієї середньовічної наукової культури і проіснувало понад дві тисячі років. У своїх працях Аристотель наводить безліч «фактів» самозародження живих істот — рослин, комах, черв'яків, жаб, мишей, деяких морських тварин — з вказівкою необхідних для цього умов — наявності органічних залишків, що розкладаються, гною, зіпсованого м'яса, різних покидьків, бруду. Під ці «факти» Аристотель навіть підводив певне теоретичне обґрунтування — він стверджував, що раптове зародження живих істот викликане ні чим іншим як впливом якогось духовного початку на до того мляву матерію. Але в той же час Аристотель висловлює й цілком здорові думки, близькі за своєю суттю до еволюційної теорії: «Крім того, можливо, що одні тіла час від часу перетворюються на інші, а ті в свою чергу, розпадаючись, зазнають нових перетворень, і таким чином розвиток і розпад врівноважують один одного». Також неодмінно варто відзначити, що Аристотель був першим вченим, що висловили ідею «сходи істот» (від менш розвинених і більш примітивних до найбільш розвинених, а в більш широкому розумінні — від неживої природи до живої). Ось як виглядали «сходи» Аристотеля:
1. Людина;
2. Тварини;
3. Зоофіти;
4. Рослини;
5. Неорганічна матерія.

При цьому розвиток живих істот відбувається шляхом їх сходження по сходинках від нижчих до вищих і здійснюється за рахунок притаманної матерії схильності до самовдосконалення.
Як не смішно це прозвучить, подібні ідеї дійсно були передовими для V ст. до н. е., прогресивними в порівнянні з ненауковим релігійним підходом. На відміну від колишніх релігійних поглядів, теорія самозародження життя носила вже не тео-, а космогенічний, світський характер. Роль бога в процесі зародження життя вже не здавалася такою однозначною, що поклало межу між релігією і наукою і визначило подальший шлях розвитку науки поза релігійних догматів. А деякі дослідники навіть вважають, що в ідеях Емпедокла про зародження життя можна вгледіти зачатки  теорії еволюції і  природного добору з її ідеями  боротьби за існування і збереження найсильніших видів.

### Середні століття
Для Середніх віків характерний значний регрес наукового знання, пов'язаний, в основному, з колосальною владою церкви над усіма галузями людської діяльності, а також з розвитком християнської філософії та формуванням відповідного, релігійного способу життя і мислення.
Ще в III ст. н. е. Плотін (глава філософської школи  неоплатоніків) говорив про те, «що живі істоти могли виникати з землі не тільки в минулому, але виникають і зараз в процесі гниття» під впливом « животворящого духа» («vivere facit»), то вже в V ст. н. е. ідеї «живородного духу» і «життєдайної сили» виявилися незатребуваними, так як у главу кута встало християнство, яке передбачає єдиний акт творіння. До всього іншого, вся наукова діяльність перебувала під контролем церкви, що аж ніяк не сприяло продуктивній науковій творчості та появі нових досягнень в області органічного світу.
В Європі дуже надовго запанувала думка про те, що всіх живих істот створив Бог в процесі єдиного акту творіння (creatio). Також, як вважав найлютіший ворог науки Августин (354–430 рр. н. е.), «Подібно до того як Бог у вигляді винятку створив вино прямо з води, Бог так само як виняток може змусити народжуватися організми прямо із землі», а точніше «Він може змусити їх народжуватися від насіння або походити з неживої матерії, де закладені невидимі „духовні насіння“ („occulta semina“)». Таким чином Августин розробив теологічне вчення про «сили зародження» («anima vegetativa»). Проте варто відзначити, що набувши релігійного підтексту і без того невірна ідея про самозародження життя втратила всілякий зміст. Хоча вона продовжувала розвиватися і підкріплювалася все новими і новими «фактами». Наприклад, Ян Баптіста ван Гельмонт, голландський вчений, запропонував ось такий рецепт отримання мишей: відкритий глечик потрібно набити нижньою білизною, забрудненим потом і додати туди деяку кількість пшениці, і приблизно через 3 тижні з'явиться миша, «оскільки закваска, що знаходилася в білизні, проникає через пшеничне лушпиння і перетворює пшеницю на мишу». А Фома Аквінський (1225–1274 рр.), будучи відомим середньовічним демонологом, вважав, що більшість паразитів та інших тварин, шкідливих для сільського господарства, зароджуються з волі диявола, який прагне таким витонченим чином завдати шкоди людині. «Навіть ті черв'яки, які в пеклі мучать грішників, виникають там в результаті гниття їхніх гріхів.»

### Епоха Відродження
До XVI ст. теорія самозародження живих організмів досягла свого апогею. В епоху Відродження в науковому світі активно поширилася запозичена з юдаїзму легенда про Голлема або гомункулюса — людини, штучно створеної з глини, землі або іншої неживої матерії за допомогою магічних заклинань і обрядів. Парацельс (1493–1541 рр.) пропонував ось такий рецепт виготовлення гомункула: взяти «відому людську рідина» (сперму) і змусити її гнити спочатку 7 діб в запечатаному гарбузі, а потім протягом сорока тижнів в кінському шлунку, щодня додаючи людську кров. І в результаті «з'явиться справжня жива дитина, що має всі члени, як дитя, зачате від жінки, але тільки дуже маленького зросту.»

## Спростування теорії самозародження

### Досліди Франческо Реді

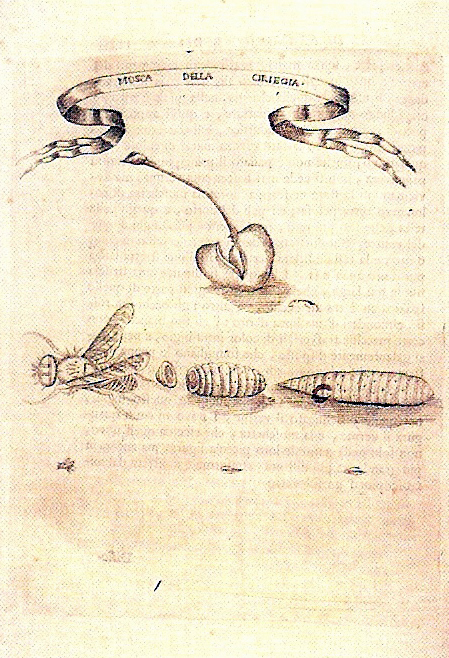
Ілюстрація з «Дослідів за походженням комах» Франческо Реді (1668)

Тосканський лікар Франческо Реді (1626–1698 рр.) був першою людиною, яка документально довела помилковість теорії самозародження. Він зробив ряд дослідів, які доводили, що мухи, всупереч існуючій в ту пору думці, не можуть зароджуватися самі по собі в гниючому м'ясі.
Реді брав два шматки м'яса, розкладав їх у глиняні горщики, і один з них накривав найтоншим неаполітанським серпанком. Через якийсь час він знімав серпанок, але ні мух, ні їх личинок у м'ясі не було. З цього вчений зробив цілком закономірний висновок: мухи сідають на гниюче м'ясо і відкладають в нього личинки, в результаті чого народжуються нові мухи. Народжуються, а не з'являються самі по собі. Отже, «більшість комах і черв'яків не самозароджується».
Досліди Реді серйозно похитнули панівну ідею про самозародження життя. Однак його висновки не були відразу сприйняті наукою і суспільством. Це був тільки перший крок на довгому і важкому шляху спростування теорії самозародження — адже навіть сам Реді «… щодо інших випадків цілком допускав можливість самозародження; так, наприклад, він вважав, що кишкові і деревні черв'яки виникають самі собою з гниючих матеріалів».
Після відкриття  А. ван Левенгуком мікроорганізмів не дивно, що саме вони стали основним предметом наукових суперечок про можливість самозародження — здавалося цілком закономірним, що якщо самозародження взагалі має місце, то воно неодмінно має бути характерно саме для цих «нікчемних звіряток» Левенгука.

### Досліди Ладзаро Спаланцані
Італійський вчений і священик Ладзаро Спаланцані (1729–1799 рр.) ще в самому початку своєї наукової діяльності був переконаний в абсурдності теорії самозародження. Він вважав, що в народженні кожної живої істоти, нехай навіть мова йшла про «нікчемних звіряток», має бути певний закон і порядок, певна міра і сенс.
Спаланцані ретельно вивчив праці Реді і, прийшовши в захват від його дослідів, намірився у що б то не стало повторити їх, але тільки не на прикладі личинок мух, а на прикладі мікроскопічних звіряток. І він приступив до втілення в життя свого задуму.
А тим часом інший священик і натураліст  Дж. Нідхем, родом з Англії (1713–1781 рр.) був удостоєний уваги Королівського товариства за свої досліди з баранячої підливкою, в якій, як він стверджував, самі по собі можуть зароджуватися мікроскопічний організми. Він кип'ятив баранячу підливку, зливав її в пляшку, закривав її корком і для вірності нагрівав ще раз (адже багаторазове нагрівання абсолютно точно повинно було знищити всі мікроорганізми, що потрапили в підливу з повітря, і їх спори), вичікував кілька днів, а потім вивчав підливу під мікроскопом . До його найбільшої радості підлива кишіла мікробами. Значить, зародження живої матерії з неживої таки можливе!
Спаланцані, дізнавшись про ці досліди, обурився — він довго шукав помилку в діях Нідхема і врешті-решт прийшов до висновку, що той просто недостатньо щільно закупорює пляшку з підливою і недостатньо довго її кип'ятить, таким чином, в підливі цілком можуть зберегтися маленькі тварини. Тоді Спаланцані провів цілий ряд дослідів, що доводять, що Нідхем був неправий. Він брав безліч склянок з насіннєвим відваром, деякі з яких закривав пробкою. інші ж запаював на вогні пальника. Одні він кип'ятив по цілій годині, інші ж нагрівав тільки кілька хвилин. Після декількох днів Спаланцані виявив, що в тих склянках, які були щільно запаяні і добре нагріті, ніяких маленьких тварин немає — вони з'явилися тільки в тих пляшках, які були нещільно закриті і недостатньо довго прокип'ячені, причому найімовірніше, проникли туди з повітря або ж збереглися після кип'ятіння, а зовсім не зародилися самі по собі. Таким чином, Спаланцані не тільки довів неспроможність концепції самозародження, але також виявив існування найдрібніших організмів, здатних переносити нетривале — протягом декількох хвилин — кип'ятіння.
Між тим, Нідхем не побажав визнавати поразку в суперечці. Він об'єднався з графом Бюффоном, і разом вони висунули гіпотезу про  творящі сили — якісь Животворящі елементи, які містяться в баранячому бульйоні та насіннєвому відварі і здатні створити живі організми з неживої матерії. Спаланцані вбиває творящу силу, коли кип'ятить цілими годинами свої склянки, стверджували вони, і цілком природно, що маленькі тваринки не можуть виникнути там, де немає цієї сили. Науковий світ цілком влаштувала ця нова концепція — адже вона допомогла реабілітуватися такій близькій і знайомій теорії самозародження, що дещо похитнулася.
Але Спаланцані був в люті — адже Нідхем і Бюффон нічого не доводили експериментально, вони взагалі не надавали ніяких доказів на захист своєї теорії, вони просто займалися словоблуддям і марними філософськими міркуваннями. І, найжахливіше, весь науковий світ підтримував їх! Але Спаланцані не здавався. Він вирішив оскаржити гіпотезу Нідхема і Бюффона. Взявши за основу своїх експериментів їх ідею про те, що Творяща сила міститься саме в насінні, він набрав в склянки побільше різного насіння і, ледь прикривши корками, прокип'ятив це насіння протягом декількох годин. Згідно з доводами Нідхема, ця процедура повинна була вбити Творящу силу, але Спаланцані, природно, виявив у відварі безліч мікроорганізмів, що проникнули туди з повітря. Для більшої певності він повторив експеримент, попередньо обсмаживши своє насіння. Результат повторився — отже, ні про яку Творящу силу не могло бути й мови! Про результати своїх дослідів Спаланцані заявив на всю Європу, і до нього стали серйозно прислухатися.
Але Нідхем і Бюффон не бажали залишати поле бою. Вони оголосили, що Твірна сила здатна чинити опір високим температурам, але їй необхідне еластичне повітря, якого позбавляє її Спаланцані при запаюванні склянок.
У відповідь на це Спаланцані провів ще один блискучий експеримент — він виготовив спеціальну склянку з дуже вузькою шийкою — щоб тепло, яке витрачається на її запаювання, не «виганяло» пружне повітря і тиск усередині склянки і за її межами залишалося однаковим. Переконавшись, що навіть незважаючи на присутність великої кількості пружного повітря мікроскопічні тварини все ж не з'являються у відварі, Спаланцані святкував перемогу, а Нідхем і Бюффон канули в Лєту разом з уламками своєї невдалої теорії.
Але Спаланцані не бажав зупинятися на досягнутому. Він витрачав багато сил і часу на вивчення мікроскопічних тварин — наприклад, піддавав їх дії тютюнового диму і електричного розряду. Він вже майже прийшов до висновку, що ці «нікчемні тваринки» нічим не відрізняються від всіх інших живих істот, але зневірився у цьому після власного експерименту, що доводить той факт, що багато мікроорганізмів можуть продовжувати свою життєдіяльність без повітря, настільки необхідного всім іншим живим організмам. Фактично, він здійснив найважливіше відкриття в мікробіології — виявив існування  анаеробних мікроорганізмів.
Спаланцані продовжувало хвилювати питання про розмноження мікроорганізмів. Спостерігаючи за ними в мікроскоп, він не раз бачив маленьких звіряток, які злиплись між собою, але йому жодного разу не вдалося розгледіти сам процес ділення. Трохи пізніше цей процес відкрив інший учений, Анрі де Соссюр, і Спаланцані прийшов у захват від цього відкриття.
В цей же час англієць Елліс висунув гіпотезу про те, що мікроорганізми зовсім не діляться навпіл, а розмножуються як і все живе — живородінням, стверджуючи навіть що на власні очі бачив нових мікробів, що зароджуються в тілі старих. А так зване розподіл — не що інше як розкол звірка надвоє за рахунок зіткнення його з іншим мікроорганізмом.
Спаланцані і тут не розгубився — за допомогою щіточки з верблюжої вовни він зумів відділити одного мікроба від армії його побратимів і, шляхом нетривалих спостережень підтвердити відкриття де Соссюра — на місці одного мікроба на предметному склі Спаланцані виявив чотирьох, хоча ні про які зіткненнях не могло бути й мови.
Таким чином, Ладзаро Спаланцані здійснив ряд найважливіших відкриттів, що послужили великими віхами на шляху розвінчання теорії самозародження і на шляху розвитку мікробіології взагалі.

### Досліди Луї Пастера

До того моменту, коли французький вчений Луї Пастер (1822–1895) приступив до вирішення питання про походження мікроорганізмів, він вже встиг зробити ряд відкриттів у хімії і мікробіології. Зокрема, йому належить відкриття просторової ізомерії, процесу бродіння і пастеризації. Протягом усього життя його наукова діяльність була так чи інакше пов'язана з промисловим виробництвом, і саме йому Пастер був зобов'язаний більшістю своїх досягнень.
Пастера, як і більшість учених того часу, хвилювало питання про походження живих істот, вивченню діяльності яких він віддав стільки часу і сил. Він повторював досліди Спаланцані, але прихильники теорії самозародження стверджували, що для самозародження мікроскопічних тварин необхідний натуральне, не нагріте повітря, адже на думку  віталістів нагрівання вбивало «животворящу» або «плідну» силу. До всього іншого вони стверджували (втім, Пастер і сам це розумів), що для чистоти експерименту необхідно, щоб в посудину, що містить не нагріте повітря, не проникли дріжджові грибки і  вібріони. Завдання здалося Пастеру нездійсненним.
Але незабаром, заручившись допомогою французького вченого  Антуана Балара, відомого на весь світ відкриттям брому, він зумів знайти вихід з цієї скрутної ситуації. Пастер доручив своїм помічникам виготовити досить незвичайні колби — їх горлечка були витягнуті і загнуті донизу на зразок лебединих ший (S-подібно), Балара підказав цю ідею і видув на вогні перший зразок. У ці колби він наливав відвар, кип'ятив його, не закупорюючи посудину, і залишав в такому вигляді на кілька днів. По закінченні цього часу у відварі не виявлялося жодного живого мікроорганізму, попри те, що не нагріте повітря вільно проникало у відкриту шийку колби. Пастер пояснював це тим, що всі мікроби, які містяться в повітрі, просто-напросто осідають на стінках вузького горлечка і не добираються до живильного середовища. Свої слова він підтвердив, гарненько струснувши колбу, так щоб бульйон сполоснув стінки вигнутого горлечка, і виявивши цього разу у краплі відвару мікроскопічних тварин.

## Абіогенез

### Теорія Опаріна-Холдейна
У середині XX сторіччя увагу до проблеми самозародження життя знову було залучено радянським біохіміком  О. І. Опаріним і англійським вченим  Дж. Голдейном. Вони висунули припущення, що життя виникло в результаті взаємодії суспензії органічних сполук (« первинного бульйону»), що утворилися в безкисневих умовах на первісній Землі. Тоді, 4,28 млрд років тому, атмосфера на Землі складалася з аміаку, парів води і вуглекислого газу. Під впливом атмосферної електрики утворилися органічні сполуки, які поклали початок нуклеїновим кислотам і  білкам, генам і клітинам. Найбільшим успіхом теорії Опаріна-Холдейна став експеримент, проведений в 1953 р. американським аспірантом  Стенлі Міллером.

### Теорія РНК-світу
До XXI століття теорія Опаріна-Холдейна, що припускає початкове виникнення  білків, практично поступилася місцем більш сучасній. Поштовхом до її розробки послужило відкриття  рибозим — молекул РНК, яким притаманна  ферментативна активність і тому здатних поєднувати в собі функції, які в справжніх клітинах в основному виконують окремо білки і ДНК, тобто каталізування біохімічних реакцій і зберігання  спадкової інформації. Таким чином, припускається, що перші живі істоти були РНК-організмами без білків і ДНК, а праобразом їх міг стати  автокаталітичний цикл, утворений тими самими рибозимами, здатними каталізувати синтез своїх власних копій.